# Pentiment (Computerspiel)
Pentiment ist ein Computerspiel, das von Obsidian Entertainment entwickelt und im November 2022 von Xbox Game Studios veröffentlicht wurde. Das Adventure ist für die Plattformen Nintendo Switch, Windows, Xbox One und Xbox Series X/S erhältlich.

## Spielprinzip
Pentiment ist ein narratives Adventure, das aus der 2D-Perspektive gespielt wird. Der Spieler übernimmt die Kontrolle über Andreas Maler, einen Künstlergesellen aus Nürnberg, der in eine Reihe von Mordfällen in Oberbayern verwickelt wird. Die Geschichte spielt in der fiktiven Alpenstadt Tassing und der nahe gelegenen Benediktinerabtei Kiersau im 16. Jahrhundert und erstreckt sich über einen Zeitraum von 25 Jahren.
Der Spieler hat die Aufgabe, die Morde an prominenten Persönlichkeiten zu untersuchen, für die andere Stadtbewohner aus verschiedenen Gründen beschuldigt wurden. Nachdem er physische Beweise gesammelt und Informationen von den Stadtbewohnern eingeholt hat, soll der Spieler eine Person anklagen, je nachdem, wer seiner Meinung nach das Verbrechen begangen hat oder wer am meisten Strafe verdient hat. Neben der übergreifenden Mordgeschichte gibt es weitere Verbrechen und Verschwörungen sowie Einblicke in die Geschichte der Gegend. Während des Spiels hat der Spieler außerdem die Möglichkeit, Andreas’ persönliche Geschichte über Dialogbäume zu definieren, einschließlich seiner früheren Reisen, Sprachkenntnisse und seines akademischen Hintergrunds, was sich auf die Lösung der Rätsel auswirken kann.

## Handlung
Die Handlung von Pentiment ist in drei Akte unterteilt.
1. Akt
Im Jahr 1518 absolviert Andreas Maler eine Lehre als Buchmaler im Kloster Kiersau bei Tassing. Baron Lorenz Rothvogel, ein Freund des Fürstbischofs von Freising und langjähriger Wohltäter von Kiersau, stattet der Abtei einen Besuch ab, um eine von ihm in Auftrag gegebene Handschrift zu prüfen. Unzufrieden mit der Arbeit des Illuminators, des älteren Bruder Piero, besteht er darauf, dass Andreas die restlichen Illustrationen fertigstellt. Am nächsten Tag wird der Baron tot aufgefunden. Abt Gernot, der befürchtet, dass der Mord dem Ruf von Kiersau schaden und zur Auflösung des Klosters führen könnte, macht Piero für das Verbrechen verantwortlich und lässt ihn festnehmen, bis der Erzdiakon eine Untersuchung durchführen kann. Andreas glaubt jedoch an Pieros Unschuld und beginnt mit seinen eigenen Ermittlungen. Er findet bald heraus, dass mehrere Bürger Tassings Gründe hatten, den Baron zu ermorden, und dass jeder von ihnen eine geheimnisvolle Nachricht erhalten hat, die sie dazu bringen sollte, ihn anzugreifen. Andreas legt seine Beweise dem Erzdiakon vor, und einer der Verdächtigen wird hingerichtet.
2. Akt
Im Jahr 1525 kehrt Andreas, der mittlerweile ein bekannter und weitgereister Malermeister ist, nach Tassing zurück. Begleitet wird er von seinem Lehrling Caspar, für den Andreas als Vaterfigur dient. Mit seinem Besuch in Tassing erhofft sich Andreas, der durch den Tod seines Sohnes depressiv geworden ist und mit seinem Künstlerdasein hadert, seine Rückkehr nach Nürnberg hinauszögern zu können. In Tassing selbst stehen die Bauern der Stadt, inspiriert durch die Zwölf Artikel, kurz vor einem Aufstand gegen die hohen Steuern des Abtes. Als in der Nacht des Johannisfests der Anführer der Rebellion, Otto, tot aufgefunden wird, beschuldigen die Bürger der Stadt den Abt des Mordes und drohen, die Abtei zu stürmen. Während die Mönche sich in der Bibliothek der Abtei einschließen, wird der schlichtende Andreas aufgefordert, das Verbrechen zu untersuchen und einen anderen Verdächtigen zu präsentieren. Andreas und Caspar ermitteln und stellen fest, dass mehrere Bürger ein Motiv für Ottos Ermordung und zudem dieselbe Art von geheimnisvollen Notizen erhalten haben, die Andreas sieben Jahre zuvor gefunden hatte, und die sie dazu bringen sollten, Otto zu töten. Als er Anklage gegen einen der Verdächtigen erhebt, flüchtet dieser in die Mühle und wird getötet, als die Bürger sie niederbrennen. Hierbei stirbt auch der Müller, nachdem dieser einen der Städter erschießt. Aufgewühlt über die Ermordung durch den Müller, zünden die Städter die Klosterbibliothek an. Andreas rennt in die Flammen, um die Bücher zu retten, und wird für tot gehalten. Die Soldaten des Herzogs von Bayern rücken an, um die Ordnung wiederherzustellen, und töten in der Folge viele Bürger. Abhängig davon, wie Andreas seinen Lehrling im Laufe des Aktes behandelt hat, kann auch Caspar in dieser Nacht sterben oder die Flucht in seine Heimatstadt Salzburg ergreifen.
3. Akt
Im Jahr 1545 übernimmt der Spieler die Rolle von Magdalene, einer jungen Druckerin und Künstlerin. Der Stadtrat beauftragt ihren Vater Claus, ein Wandgemälde zu malen, das die Geschichte von Tassing darstellt, aber Claus wird von einem unbekannten Angreifer verwundet und bleibt bettlägerig. Magdalene übernimmt seine Arbeit und beginnt, anhand von Nachforschungen die kontroverse Vergangenheit der Stadt zu rekonstruieren. Sie findet auch heraus, dass Andreas den Brand überlebt hat und zwanzig Jahre lang heimlich als Einsiedler in den Ruinen der Abtei lebte. Die beiden entdecken einen römischen Tempel unter der Kirche der Stadt und finden heraus, dass der Stadtpfarrer Thomas der Drahtzieher der Ereignisse war. Thomas, der nicht wollte, dass die Einwohner die wahre Geschichte der Stadt erfahren, weil sie der christlichen Version widerspricht, hat die Morde und den Angriff auf Claus inszeniert. Dann stürzt er den Tempel ein, um seine Entdeckung zu verhindern, und bringt sich dabei selbst um. Andreas und Magdalena entkommen, und Magdalena beschließt, das Wandgemälde fertigzustellen. Claus stirbt schließlich an seinen Verletzungen, und Magdalene beschließt, Tassing in Richtung Prag zu verlassen, während Andreas in der Stadt bleibt, um ein neues Leben zu beginnen.

## Entwicklung
Der Spieleentwickler Joshua E. Sawyer, der einen Abschluss in Geschichte von der Lawrence University hat und das Heilige Römische Reich studiert hat, wollte schon lange ein historisches Spiel entwickeln. Das erste Mal schlug er dem Spieleentwickler Feargus Urquhart in den 1990er Jahren vor, was später Pentiment werden sollte, als die beiden bei Black Isle Studios arbeiteten. Er ließ sich von der historischen Fiktion von Darklands inspirieren, einem Rollenspiel von MicroProse aus dem Jahr 1992, das das Mittelalter mit übernatürlichen Themen verband. Urquhart war der Meinung, dass das Spiel außerhalb von Geschichtsliebhabern wenig Anklang finden würde, und das Projekt kam nicht zustande. Als die beiden Jahre später bei Obsidian Entertainment wieder zusammenkamen, nahm Sawyer das Konzept nach der Veröffentlichung von Pillars of Eternity 2: Deadfire im Jahre 2018 wieder auf. Er formulierte das Spiel als narratives Abenteuer mit Mystery-Komponenten und einem Gameplay, das dem von Night in the Woods, Mutazione und Oxenfree ähnelte. Urquhart akzeptierte den Pitch und ein kleines Entwicklerteam wurde zusammengestellt, das der Nischenattraktivität des Spiels entsprach. Sawyer und Art Director Hannah Kennedy arbeiteten als anfängliches Zweierteam; später wurde das Team auf 13 Personen erweitert.
Sawyer entschied sich dafür, das Spiel im 16. Jahrhundert anzusiedeln, einer Ära großer Umwälzungen, die den Beginn der Reformation, den Ausbruch des Deutschen Bauernkriegs und das Aufkommen des kopernikanischen Heliozentrismus mit sich brachte. Als Hauptinspiration für den Schauplatz von Pentiment nannte er Umberto Ecos Der Name der Rose, das ebenfalls in einem Kloster spielt. Die Figur des Andreas Maler wurde zum Teil von Albrecht Dürer inspiriert, der ebenfalls aus Nürnberg stammte. Laut Kennedy fand Dürers Status als Pionier des Selbstporträts Anklang bei dem Spiel, dessen zentrales Thema die Selbstfindung des Künstlers ist.
Der Grafikstil des Spiels ist eine Mischung aus spätmittelalterlichen Manuskripten, frühen Drucken und Holzschnitten am Übergang von der spätmittelalterlichen zur frühneuzeitlichen Kunst. Sawyer führte an, dass Kennedys Kunststil und sein Interesse an dem Konzept entscheidend für die frühe Unterstützung des Projekts waren. Das Team ließ sich von der Nürnberger Chronik sowie von illuminierten mittelalterlichen Manuskripten im Getty Museum und in der Huntington Library inspirieren. Der Handschriftenexperte Christopher de Hamel, der Professor Edmund Kern von der Lawrence University und Winston E. Black von der Saint Francis Xavier University waren als historische Berater an dem Spiel beteiligt.
Die Musik für das Spiel wurde vom Alkemie Early Music Ensemble komponiert und aufgeführt. Game Director Josh Sawyer erklärte: „Alkemie ist eine Musikgruppe, die als Ensemble komponiert und aufnimmt... die Musik, die sie zum Spiel beigesteuert haben, ist entweder streng historisch oder historisch inspiriert.“ Kristin Hayter (als Lingua Ignota) komponierte auch das Lied „Ein Traum“ für das Spiel, dessen Text dem Heinrich-Heine-Gedicht „Ich hatte einst ein schönes Vaterland“ entnommen ist.
Die Übernahme von Obsidian durch Microsoft im Jahr 2018 brachte dem Spiel Zugänglichkeits- und Lokalisierungsunterstützung, wie z. B. einen Modus mit leichter lesbaren Schriftarten, Funktionen wie Text-to-Speech und authentische Übersetzungen für Nicht-Englisch-Sprecher in einem textlastigen Spiel.
Obsidian Entertainment hat Pentiment im Juni 2022 auf dem Xbox & Bethesda Games Showcase offiziell angekündigt. Das Spiel wurde am 15. November 2022 für die Plattformen Xbox und Windows veröffentlicht.

## Rezeption
Laut Bewertungs-Aggregator Metacritic erhielt Pentiment „allgemein positive Bewertungen“ und hält dort Bewertungen von 86–90 aus 100 Punkten. Gloria H. Manderfeld von GameStar gab dem Spiel 86 von 100 Punkten und lobte die „tiefgründige Story mit toll geschriebenen Charakteren“. Ähnlich äußerte sich auch Matthias Schmid vom Videospielemagazin 4Players, für den Pentiment eines „der besten Spiele des Jahres“ sei. Annika Bavendiek von GamePro kritisiert zwar den „zähen Anfang“ des Spiels, beurteilte das Spiel insgesamt jedoch als „spielerisches Kunstwerk, das seinesgleichen sucht“.

„Mit Pentiment reist ihr für eine mitreißend dramatische Geschichte ins späte Mittelalter und erlebt das Schicksal einer ganzen Stadt hautnah.“

„Ja, Pentiment ist oft sehr bedächtig, stellenweise sogar zäh und hätte sich ruhig ein paar Quality-of-Life-Features erlauben dürfen – gleichzeitig ist es aber das unverbrauchteste und selbstbewussteste Stück Software, das mir in diesem Jahr untergekommen ist.“

„Für mich [...] war vor allem das Setting von Pentiment sehr reizvoll. Letztendlich konnte ich mich aber auch an dem Buchmalerei-Stil nicht satt sehen, obwohl ich irgendwann eine Übersättigung erwartet hatte. Das, kombiniert mit weitreichenden Entscheidungen und genug Drama in den Kriminalfällen, hat Pentiment für mich zu einem Adventure gemacht, das meinen Nerv trifft und mir sogar etwas beigebracht hat.“